# Национальный пантеон Португалии
Национальный Пантеон Португалии, или Церковь Святой Энгра́сии, — одно из самых впечатляющих произведений архитектуры в Лиссабоне, относящееся к португальскому барокко.

## История
Церковь была построена в XVII веке. В течение следующих трёх веков церковь постоянно перестраивалась. Санта-Энграсия заменила многие другие церкви, посвященные мученице города Брага Св. Энграсии. Первая такая церковь была построена в 1568 году на пожертвования принцессы Марии, дочери короля Мануэла I. В 1681 году после разрушения предыдущих строений началось возведение нового здания. Автором стал королевский архитектор Жуан Антунеш (João Antunes), одна из значительных фигур португальской архитектуры в стиле барокко.
На протяжении 30 лет с 1682 до самой смерти архитектора в 1712 году продолжалось строительство здания. Однако король Жуан V потерял всякий интерес к церкви, сосредоточив все ресурсы и усилия на строительстве огромного монастыря в городе Мафра. До XX века церковь так и не была достроена. Тогда же и возникло выражение «строительство Санта-Энграсия» («Obras de Santa Engrácia») — синоним длительных или бесконечных работ. В 1966 году, когда к церкви был добавлен купол, она торжественно открылась.
Жуан Антунеш использовал для церкви уникальное оформление, которое до него никто в Португалии не использовал. Крыша церкви имеет форму греческого креста, по краям — квадратные башни, купола которых так и не были закончены, а волнообразный фасад исполнен в стиле барокко Борромини. Над входом расположен холл, фасад которого имеет ниши со статуями. Вход в церковь через портал в стиле барокко, над которым два ангела держат герб Португалии.
Пол и стены церкви декорированы разноцветными образцами мрамора все в том же стиле барокко. Орган XVIII века был специально привезен из Кафедрального собора Лиссабона.
В 1966 году, во времена правления диктатора Антонио Салазара, церковь Санта-Энграсия стала Национальным Пантеоном. Здесь похоронены многие известные деятели, президенты, писатели и многие другие. В честь известных мореплавателей (Васко да Гама, Генрих Мореплаватель и др.) возведены кенотафы.

## Особенности
Величественное сооружение из розового мрамора увенчано огромным куполом. С крыши у основания купола, на высоте 80 метров со смотровой площадки, открывается вид города и реки Тежу. Портик главного входа церкви поддерживается четырьмя колоннами. Распределение внутреннего пространства церкви соответствует классической схеме греческого креста с четырьмя нефами, соединяющимися в форме полукружия.